# Anticholinergique
 (novembre 2012).
Si vous disposez d'ouvrages ou d'articles de référence ou si vous connaissez des sites web de qualité traitant du thème abordé ici, merci de compléter l'article en donnant les références utiles à sa vérifiabilité et en les liant à la section « Notes et références ».
Un agent anticholinergique dit aussi atropinique  est une substance appartenant à une classe pharmacologique de composés qui servent à réduire les effets où l'acétylcholine joue le rôle de neuromédiateur dans le système nerveux central et le système nerveux périphérique. L'acétylcholine étant le principal neuromédiateur du système nerveux parasympathique, son blocage entraîne une augmentation du tonus sympathique.
L'ipratropium est l'étalon de cette classe. Il est particulièrement utilisé dans les broncho-pneumopathies chroniques obstructives. Les principaux médicaments sont le bromure de tiotropium, le bromure d'ipratropium.
Typiquement, les anticholinergiques sont des inhibiteurs compétitifs réversibles de l'un des deux types de récepteurs de l'acétylcholine, et sont classés en fonction des récepteurs atteints : 
- les agents antimuscariniques agissent sur les récepteurs muscariniques de l'acétylcholine, et ;
- les agents antinicotiniques agissent sur les récepteurs nicotiniques de l'acétylcholine.

La majorité des anticholinergiques sont des antimuscariniques.

## Effets
Lorsqu'une quantité suffisante d'anticholinergique est en circulation dans le corps, un toxidrome (intoxication) appelé syndrome anticholinergique aigu peut se produire. Cela peut arriver accidentellement ou volontairement dans le cadre d'une consommation récréative (usage de drogues). Les drogues de cette classe sont généralement considérées comme peu « amusantes » par les consommateurs de drogues avertis. Parce que la plupart des usagers n'apprécient pas cette expérience, ils ne cherchent pas à la recommencer, ou très rarement. Les risques d'addiction sont faibles pour les médicaments de la classe des anticholinergiques.
Le syndrome anticholinergique aigu est complètement réversible et régresse lorsque le toxique a été éliminé de l'organisme. Généralement aucun traitement spécifique n'est mis en œuvre. Cependant dans des cas extrêmes, en particulier lorsque les troubles mentaux prédominent, un agent cholinergique réversible comme la physostigmine peut être utilisé.
Les effets potentiels des anticholinergiques sur le système nerveux périphérique comprennent :

### Muqueuses
- une sécheresse des muqueuses au niveau nasal et pharyngé, ce qui entraîne une toux sèche ;
- une diminution de la production de salive ;
- diminution du péristaltisme intestinal, parfois iléus ;
- une diminution de la transpiration, la conséquence en est une baisse de la déperdition de chaleur par la peau, rendant la peau chaude et rouge ;
- une augmentation de la température corporelle.

### Oculaires et vision
- une mydriase (pupilles dilatées), ce qui entraîne une gêne à la lumière forte (photophobie) et un risque de glaucome aigu par fermeture de l'angle ;
- une baisse de l'accommodation visuelle (cycloplégie) ;
- vision double (diplopie) ;
- augmentation de la pression intraoculaire, ce qui est dangereux en cas de glaucome par fermeture de l'angle.

### Neurologiques et psychiatriques

#### À court terme
- l'ataxie (manque de coordination).

Les effets possibles sur le système nerveux central ressemblent à ceux associés au délirium et peuvent comprendre :
- euphorie / sensation de bien-être ;
- confusion ;
- désorientation ;
- agitation ;
- dépression respiratoire ;
- baisse de la mémoire à court terme ;
- difficultés de concentration ;
- troubles du cours de la pensée, pensées incohérentes ;
- incohérence du discours ;
- faiblesse musculaire (myoclonies, mouvements myocloniques) ;
- hypersensibilité aux stimuli sonores ;
- troubles visuels :
  - éblouissements brefs,
  - champ visuel rétréci en tunnel,
  - vision floue,
  - modifications transitoires du champ visuel ;
- hallucinations sensorielles (visuelles, auditives, etc.) :
  - surfaces et angles mouvants,
  - surfaces en relief,
  - lignes mouvantes, araignées, insectes,
  - apparition d'éléments inexistants que le sujet ne distingue pas de la réalité,
  - apparition de personnes (humains) qui ne sont pas présentes ou qui n'existent pas,
  - ondulations,
  - couleurs qui clignotent ou qui brillent,
  - impression de voyager ou d'être dans un autre lieu ;
- parfois, coma.

#### À long terme
Les anticholinergiques sont associés à une augmentation de 50 % du risque de démence (+30 % pour les antidépresseurs et +70 % pour les neuroleptiques). Le lien de cause à effet est possible mais pas formellement démontré.

### Autres
- Augmentation de la fréquence cardiaque (tachycardie) et troubles du rythme cardiaque
- Rétention urinaire
- Constipation.

## Produits

### Sources végétales
Parmi les plantes qui contiennent des alcaloïdes anticholinergiques, les plus courantes sont :
- Atropa belladonna (belladone) ;
- Mandragora officinarum (mandragore) ;
- Hyoscamus niger (jusquiame noire) ;
- les espèces de Datura (Datura).

### Produits pharmaceutiques
- Antagonistes des récepteurs muscariniques
  - Alcaloïdes de la Belladonne
    - Scopolamine (L-Hyoscine)
    - Atropine (D/L-Hyoscyamine)

  - Synthétiques et semi-synthétiques
    - Dicyclomine
    - Flavoxate
    - Ipratropium
    - Oxybutynine
    - Pirenzépine
    - Toltérodine
    - Tropicamide
    - Glycopyrronium
    - Tropatépine
- Antagonistes des récepteurs nicotiniques
  - Agents bloquant les ganglions
    - Triméthaphan

  - Agents bloquants non dépolarisants neuromusculaires
    - Atracurium
    - Doxacurium
    - Mivacurium
    - Pancuronium
    - Tubocurarine
    - Vécuronium

  - Agents bloquants dépolarisants neuromusculaires
    - Suxaméthonium
- AntiHistaminique
  -     - Diphénhydramine

## Contre-indications
- Hypertrophie bénigne de la prostate
- Glaucome aigu par fermeture de l'angle (GAFA) non traité
- Myasthénie
- Mucoviscidose

## Indications
- Traitement de fond de l'asthme et des bronchites chroniques obstructives.
- Traitement de l'asthme aigu grave en nébulisation avec un traitement bêta-2-mimétique.
- Bromure de glycopyrronium
- Dystonie